# لواء مشاة برلين
لواء مشاة برلين حامية بحجم كتيبة تابعة للجيش البريطاني مقرها برلين الغربية خلال الحرب الباردة. بعد انتهاء الحرب العالمية الثانية، تحت شروط اتفاقي يالطا وبوتسدام، احتلت قوات الحلفاء برلين الغربية. استمر هذا الاحتلال طوال الحرب الباردة. كان للجيش الفرنسي أيضًا وحدات في برلين، تسمى القوات الفرنسية في برلين، وكانت وحدة الجيش الأمريكي في برلين هي لواء برلين.

## التاريخ

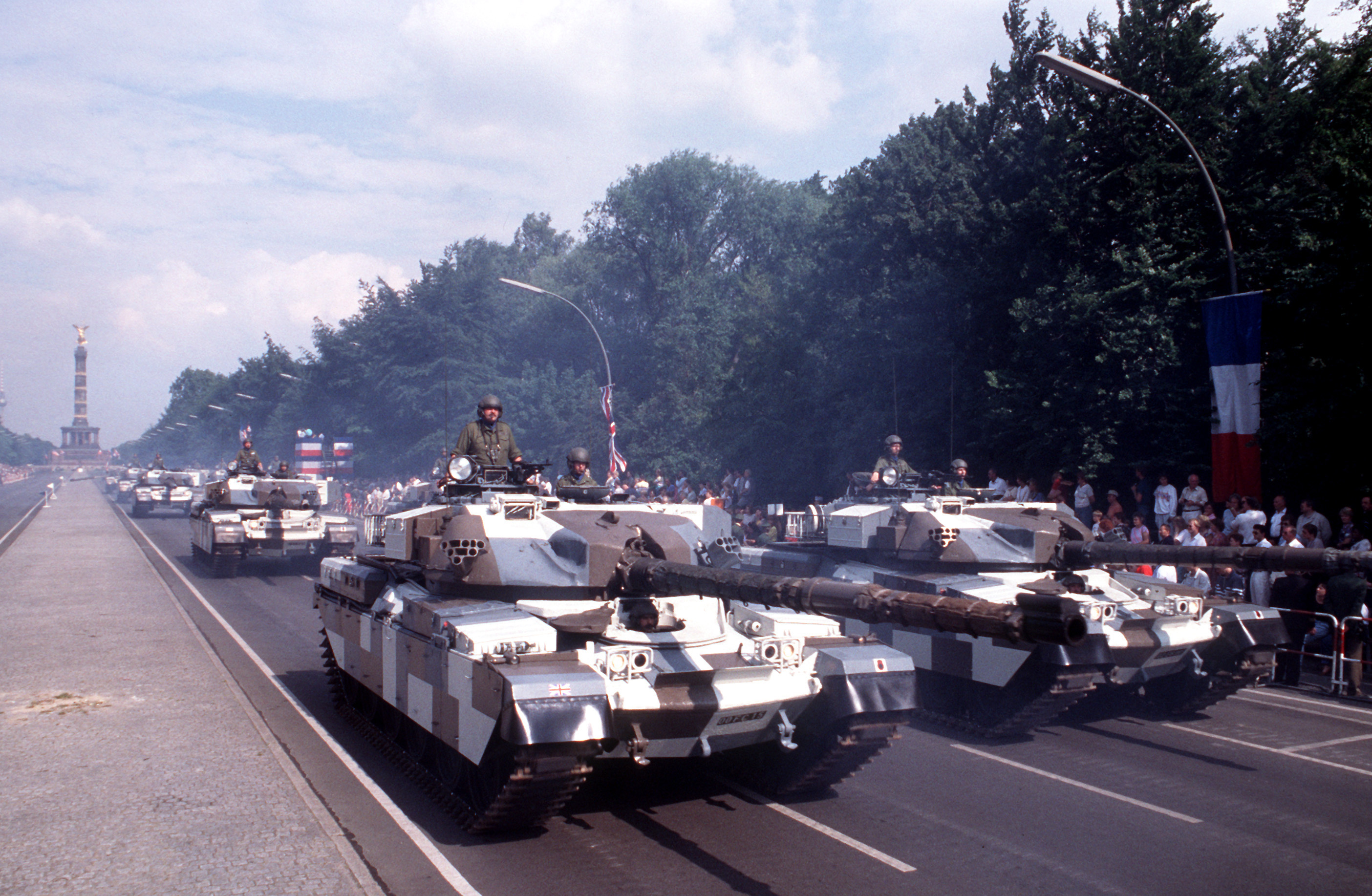
دبابات قائد الجيش البريطاني لسرب برلين المدرع، تشارك في عرض يوم قوات التحالف في يونيو 1989

تم تشكيل لواء المشاة في برلين في أكتوبر 1953 من القوة المسماة "قوات منطقة برلين"، وكان يتألف من حوالي 3100 رجل في ثلاث كتائب مشاة وسرب مدرع وعدد من وحدات الدعم. كانت شارة الأكمام على الكتف دائرة حمراء على خلفية سوداء مع كلمة برلين باللون الأحمر على خلفية سوداء تدور حول الجزء العلوي. لم يكن في البداية جزءًا من جيش الراين البريطاني على الرغم من وجوده في ألمانيا. ومع ذلك، تم تسجيل، على الأقل، بحلول منتصف الثمانينات، أن اللواء كان بالفعل جزءًا من BAOR، كونه المكون الرئيسي الثاني بعد فيلق القوات الأولى.
كان الرمز البريدي العسكري لبرلين في الأصل BAOR 2، وتغير لاحقًا BFPO 45.

## بناء
| شهر سنة                  | اسم                       |
| ------------------------ | ------------------------- |
| نوفمبر 1946 -            | القوات البريطانية برلين   |
| فبراير 1949 -            | قوات المنطقة برلين        |
| أكتوبر 1953 -            | فرقة لواء المشاة في برلين |
| ديسمبر 1963 -            | لواء مشاة برلين           |
| أبريل 1977 -             | قوة برلين الميدانية       |
| يناير 1981 - سبتمبر 1994 | لواء مشاة برلين           |